# Catagonus wagneri
Catagonus wagneri — вид свиновидих ссавців з родини таясових, що проживає в Парагваї, Болівії та Аргентині. У світі залишилося приблизно 3000 особин. Вважається, що це найближчий живий родич до вимерлого роду Platygonus.
Catagonus wagneri був уперше описаний в 1930 році на основі скам'янілостей і спочатку рід вважався вимерлим (типовий вид — †Catagonus metropolitanus). У 1971 році було виявлено, що тварина все ще жива в регіоні Чако, в аргентинській провінції Сальта. Catagonus wagneri був добре відомий місцевим людям, але західним вченим знадобився деякий час, щоб визнати його існування. На місцевому рівні він відомий як тагуа.

## Морфологічна характеристика
Це найбільший із сучасних таясових. Голова важка, п'ятачок жорсткий і шкірястий. Волосяний покрив жорсткий, зазвичай від коричневого до майже сірого забарвлення, на спині він довший ніж у інших таясових. По спині проходить темна смуга, а на плечах — біле хутро. C. wagneri відрізняється від інших видів родини довшими вухами, мордою і хвостом. У нього є білі волоски навколо рота. Catagonus wagneri також має третій задній палець, тоді як інші таясові мають лише два. Зубна формула: 2/3, 1/1, 3/3, 3/3. Верхні ікла спрямовані вниз (спільна риса таясових). Середня вага самців і самиць 34–35 кг. Статевий диморфізм відсутній. 2n=20.

## Середовище проживання
Вид є ендеміком сухого Чако в північній Аргентині, південно-східній Болівії, західному Парагваї. Його загальний географічний ареал становить ≈ 140 000 км². Вид проживає в районах з низьким рівнем опадів і високою температурою і обмежений найбільш сухими частинами біому Гран-Чако. Основним оселищем є ксерофітний колючий ліс, який характеризується такими деревами як Schinopsis lorentzii і Aspidosperma quebracho-blanco; щільний кущовий ярус включає Ruprechtia triflora, Caparis, Acacia і ґрунтовий покрив з бромелієвих і кактусів: Opuntia, Cleistocactus baumannii, Eriocereus guelichii. Вид також зустрічаються з меншою щільністю у відкритих лісах, що характеризуються такими деревами, як Tabebuia caraiba і Schinopsis balansae. 

## Спосіб життя
Кактуси, включаючи Cleistocactus, Eriocereus, Quiabentia і принаймні два види Opuntia, є основною їжею. Вони також їдуть коріння бромелієвих, плоди різних видів Acacia та Prosopis, а іноді споживають різнотрав'я. C. wagneri облизують і їдять багатий мінералами ґрунт. Вони також іноді споживають падло і навіть можуть полювати на дрібних ссавців.
C. wagneri є територіальними. Ведуть денний спосіб життя: стають активними на сході сонця, активні протягом дня і стають неактивними в сутінках. Звіти про розміри стада в парагвайському Чако варіюються від 1 до 10, у середньому 4.5. Проте в районах полювання середні розміри групи менші, від одного до чотирьох. Ці соціальні ссавці спілкуються різними звуками, починаючи від бурчання до цокання зубами. C. wagneri виробляє пахучу речовину, яка служить ідентифікаційним знаком; речовина виділяється із залоз, розташованих на спині, і розсіюється шляхом розтирання. Попри те, що особини іноді можуть проявляти агресивну поведінку, наприклад, нападати та кусатися, цей вид не такий агресивний, як інші. При обороні члени стада можуть вишикуватися в оборонну стіну; це робить стада легкою мішенню для мисливців.

## Життєвий цикл
Буває один виводок на рік, і народжується від одного до чотирьох дитинчат. Молодняк, як правило, народжується з вересня по грудень, але виводки трапляються майже цілий рік. Народження було пов'язано з періодами достатку їжі та опадів. Термін вагітності в неволі становить 151 день. Самиці можуть покинути стадо, щоб народити, а потім повернутися. Діти здатні бігати через кілька годин після народження. Тривалість життя невідома. У неволі тварини досягли 18 років.

## Використання
На цей вид полюють в основному для їжі. Шкірою торгують, але шкура не є цінною в порівнянні з іншими видами таясових.

## Загрози й охорона
Найголовніші загрози — полювання та руйнування середовища проживання; додаткові загрози: хвороби.
Полювання на всю дику природу в Парагваї офіційно заборонене. Цей вид також офіційно охороняється в Аргентині. Попри це, на вид активно полюють заради м'яса, де б він не зустрічався, а правила, що забороняють полювання, ігноруються та не виконуються. У межах ареалу цього виду в Парагваї є лише два національні парки: Дефенсорес-дель-Чако (7800 км²) і Теніенте-Енсісо (400 км²). У Болівії цей вид зустрічається у величезному національному парку Каа-Ія-дель-Гран-Чако та навколо нього (34 400 км²), а також може бути присутнім у західній частині національного парку Отукіс. В Аргентині єдиними заповідними територіями, що містять C. wagneri, є національний парк Копо (1140 км²), у провінції Сантьяго-дель-Естеро та інші невеликі провінційні заповідники. Виявилося, що вид важко розмножується в неволі.